# Lya Luft
Pour les articles homonymes, voir Luft.
Lya Fett Luft (Santa Cruz do Sul, 15 septembre 1938 – Porto Alegre, 30 décembre 2021,) est une écrivaine et traductrice brésilienne, travaillant principalement dans les combinaisons linguistiques anglais-portugais et allemand-portugais.

## Biographie
Elle est professeure de linguistique et de littérature à l'université et a écrit une chronique d'opinion pour le magazine Veja. L'œuvre littéraire de Luft a été traduite dans d'autres langues européennes, dont l'allemand, l'anglais et l'italien.

## Œuvres
(titres en portugais)
- Canções de Limiar, 1964
- Flauta Doce, 1972
- Matéria do Cotidiano, 1978
- As Parceiras, 1980
- A Asa Esquerda do Anjo, 1981
- Reunião de Família, 1982
- O Quarto Fechado, 1984
- Mulher no Palco, 1984
- Exílio, 1987
- O Lado Fatal, 1989
- O Rio do Meio, 1996
- Secreta Mirada, 1997
- O Ponto Cego, 1999
- Histórias do Tempo, 2000
- Mar de dentro, 2000
- Perdas e Ganhos, 2003
- Histórias de Bruxa Boa, 2004
- Pensar é Transgredir, 2004
- Para não Dizer Adeus, 2005